# Shahabuddin Chuppu
Muhammad Shahabuddin Chuppu (Pabna, 10 de diciembre de 1949) es un juez de Bangladés, actual presidente de Bangladés desde abril de 2023. Fue comisionado de la Comisión Anticorrupción de 2011 a 2016. Fue nominado como candidato presidencial por el partido gobernante Liga Awami de Bangladés.

## Biografía
Shahabuddin Chuppu fue encarcelado tras el asesinato de Sheikh Mujibur Rahman en 1975. Se desempeñó como Comisionado Electoral en el último Consejo Nacional de la Liga Awami de Bangladés. Se incorporó al Departamento BCS (Judicial) en 1982 y fue elegido Secretario General de la Asociación del Servicio Judicial en 1995. Se desempeñó como coordinador designado por el Ministerio de Justicia en el caso del asesinato de Bangabandhu.